# Said Mohamed Djohar
Said Mohamed Djohar, född 22 augusti 1918, död 23 februari 2006, president på Komorerna från 1989 till 1995, samt en kort tid från januari till mars 1996. Han var halvbror till den tidigare socialistiske presidenten Ali Soilih och kom till makten genom en kupp ledd av den franska legosoldaten Bob Denard.